# كين وادزورث
كين وادزورث (بالإنجليزية: Ken Wadsworth)‏ (30 نوفمبر 1946 في نيوزيلندا - 19 أغسطس 1976) هو لاعب كريكت نيوزلندي. شارك مع منتخب نيوزيلندا الوطني للكريكت.

## وصلات خارجية
- كين وادزورث على موقع إي آس بي آن كريك إنفو (الإنجليزية)